# Phytomyza ilicicola
Phytomyza ilicicola är en tvåvingeart som beskrevs av Friedrich Hermann Loew 1872. Phytomyza ilicicola ingår i släktet Phytomyza och familjen minerarflugor. Inga underarter finns listade i Catalogue of Life.